# Saivajaure
Saivajaure är en sjö i Gällivare kommun i Lappland och ingår i Kalixälvens huvudavrinningsområde. Sjön har en area på 0,499 kvadratkilometer och ligger 483,9 meter över havet. Saivajaure ligger i Torne och Kalix älvsystem Natura 2000-område.

## Delavrinningsområde
Saivajaure ingår i det delavrinningsområde (749758-169094) som SMHI kallar för Mynnar i Kalixälvens vattendragsyta. Medelhöjden är 528 meter över havet och ytan är 46,55 kvadratkilometer. Det finns inga avrinningsområden uppströms utan avrinningsområdet är högsta punkten. Vattendraget som avvattnar avrinningsområdet har biflödesordning 2, vilket innebär att vattnet flödar genom totalt 2 vattendrag innan det når havet efter 321 kilometer. Avrinningsområdet består mestadels av skog (62 procent) och sankmarker (34 procent). Avrinningsområdet har 1,47 kvadratkilometer vattenytor vilket ger det en sjöprocent på 3,1 procent.